# Юдит Баварска
Вижте пояснителната страница за други личности с името Юдит.
Юдит или Юдит Баварска (на немски: Judith; * 795 или 805; † 19 април/23 април 843) е втората съпруга на император Лудвиг Благочестиви и майка на император Карл II Плешиви.

## Биография
Юдит е дъщеря на граф Велф I и саксонката Хелвига Саксонска (780 – 826). Тя е сестра на Конрад I (849 г. граф на Париж, † 21 септември сл. 862) и на Ема Баварска (* 808; † 31 януари 876), от 827 г. съпруга на Лудвиг II Немски, третият син на Лудвиг Благочестиви.
Юдит се омъжва през февруари 819 г. за Лудвиг Благочестиви († 20 юни 840) от Каролингите, син на Карл Велики и Хилдегард, от 814 г. император. На 13 юни 823 г. тя ражда Карл.
Юдит умира през 843 г. и е погребана в Св. Мартин в Тур.

## Деца
- Гизела (820 – 874), омъжва се 836 г. за Еберхард, маркграф на Фриули (Унруохинги) († 16 декември 864), майка на крал Беренгар I
- Карл II, „Плешиви“ (823 – 877), крал на западнофранкското кралство, император (875 – 877).